# جوانا دانهام
جوانا دانهام (بالإنجليزية: Joanna Dunham)‏ هي ممثلة بريطانية، ولدت في 6 مايو 1936 في المملكة المتحدة، وتوفيت في 25 نوفمبر 2014.

## وصلات خارجية
- جوانا دانهام على موقع IMDb (الإنجليزية)
- جوانا دانهام على موقع أول موفي (الإنجليزية)
- جوانا دانهام على موقع قاعدة بيانات برودواي على الإنترنت (الإنجليزية)
- جوانا دانهام على موقع قاعدة بيانات الأفلام السويدية (السويدية)
- جوانا دانهام على موقع قاعدة بيانات الفيلم (الإنجليزية)